# Pilastro di luce

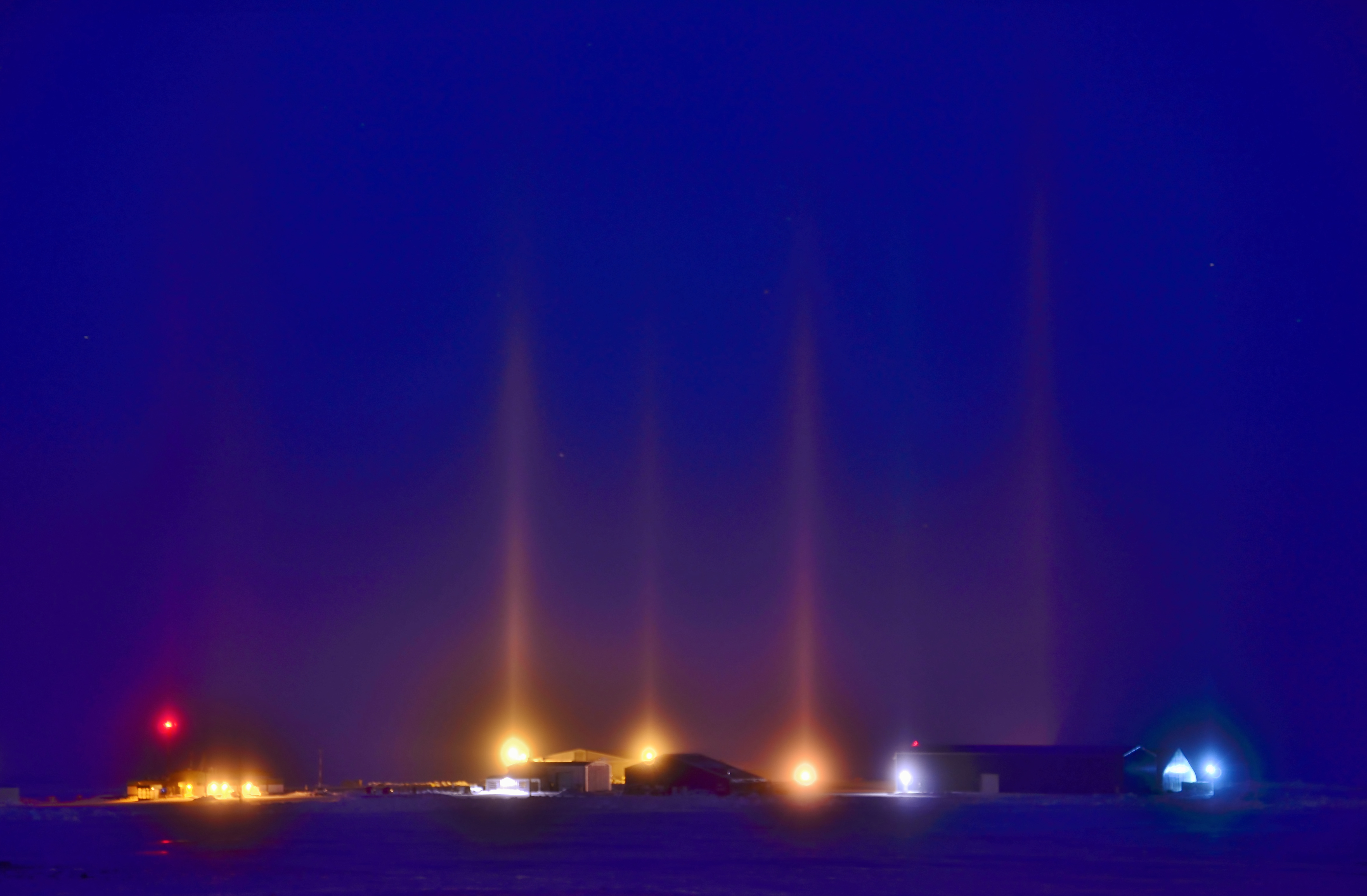
Pilastri di luce notturni causati dalla luce riflessa attraverso la nebbia ghiacciata nella baia di Cambridge, Nunavut, Canada

Un pilastro di luce è un fenomeno ottico atmosferico in cui un raggio di luce verticale sembra estendersi sopra e/o sotto una sorgente luminosa. L'effetto è creato dal riflesso della luce proveniente da piccoli cristalli di ghiaccio che sono sospesi nell'atmosfera o che comprendono nuvole d'alta quota (ad esempio cirrostrato o cirri). Se la luce proviene dal Sole (di solito quando è vicino o addirittura sotto l'orizzonte), il fenomeno è chiamato pilastro solare. I pilastri di luce possono anche essere causati dalla Luna o da fonti terrestri, come i lampioni.

## Formazione

Schema di formazione dei pilastri di luce

Poiché sono causati dall'interazione della luce con i cristalli di ghiaccio, i pilastri di luce appartengono alla famiglia degli aloni. I cristalli responsabili dei pilastri di luce sono generalmente costituiti da piattaforme esagonali, che tendono a orientarsi più o meno orizzontalmente mentre cadono nell'aria. Ogni fiocco funge da piccolo specchio che riflette le fonti di luce che sono opportunamente posizionate al di sotto di esso (vedi disegno) e la presenza di fiocchi a una diffusione di altitudini provoca l'allungamento verticale del riflesso in una colonna. Più grandi e numerosi sono i cristalli, più pronunciato diventa questo effetto. Più raramente, anche i cristalli a forma di colonna possono causare pilastri di luce. Con temperature molto basse, i cristalli di ghiaccio possono essere sospesi vicino al terreno, nel qual caso vengono indicati come polvere di diamante.
A differenza di un raggio di luce, un pilastro di luce non si trova fisicamente sopra o sotto la sorgente luminosa. Il suo aspetto simile ad una linea verticale è un'illusione ottica, risultante dalla riflessione collettiva dei cristalli di ghiaccio: solo quelli che si trovano sul piano verticale comune dirigono i raggi di luce verso l'osservatore (vedi disegno). Questo è simile al riflesso di una fonte di luce in uno specchio d'acqua, ma in questo caso ci sono un milione di laghi che aumentano l'effetto.

## Galleria d'immagini

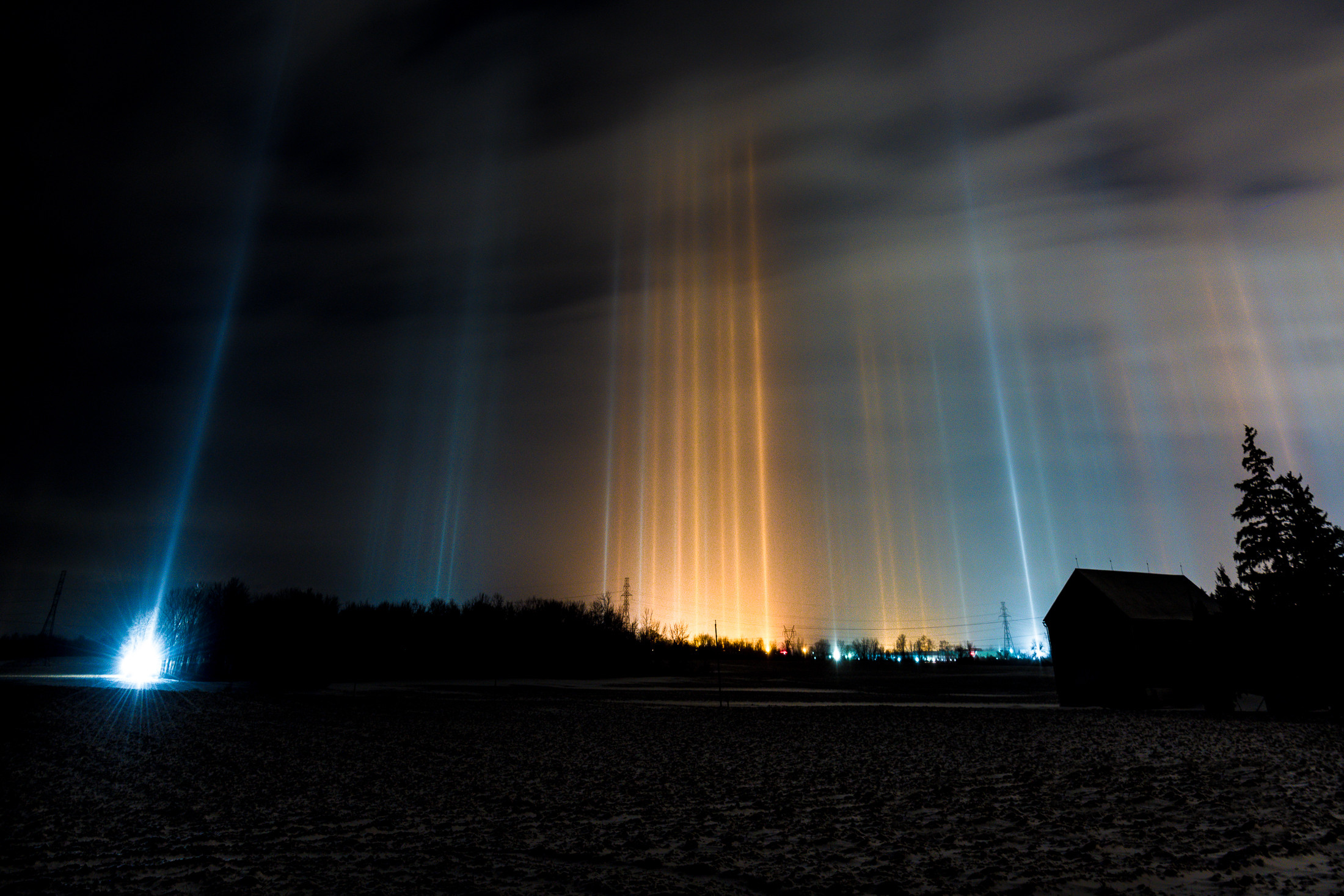
Pilastri di luce a London in Canada
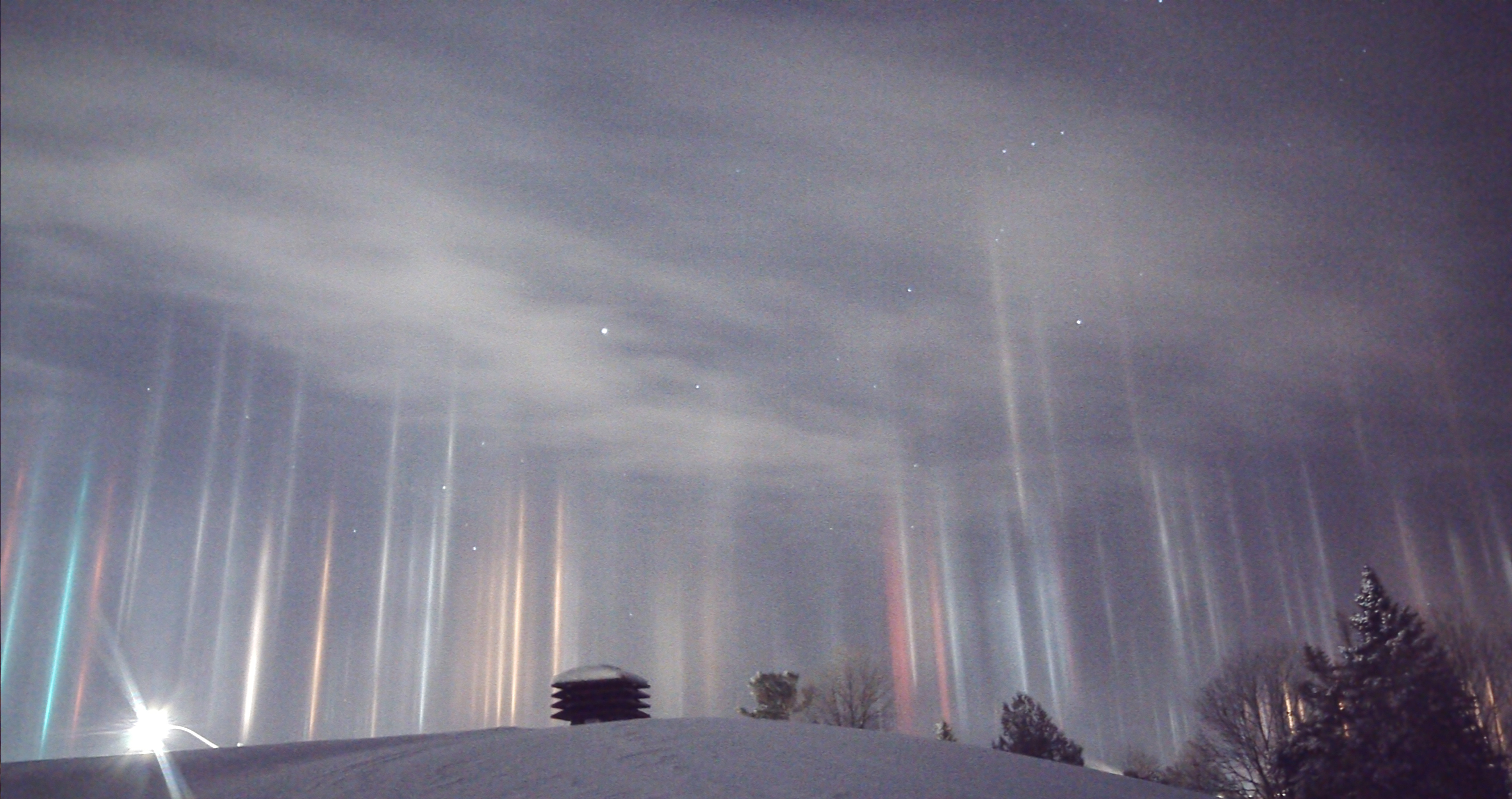
Pilastri di luce causati da luci artificiali, sopra North Bay in Ontario, Canada
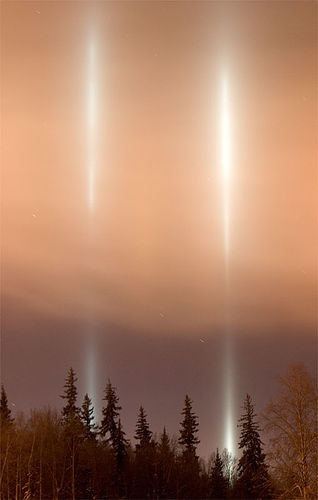
Pilastri di luce sopra l'Università dell'Alaska Fairbanks
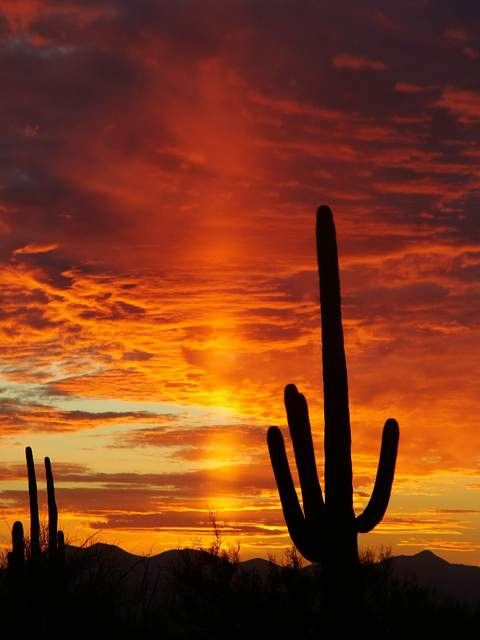
Tramonto con pilastro di Sole vicino a Tucson, Arizona.
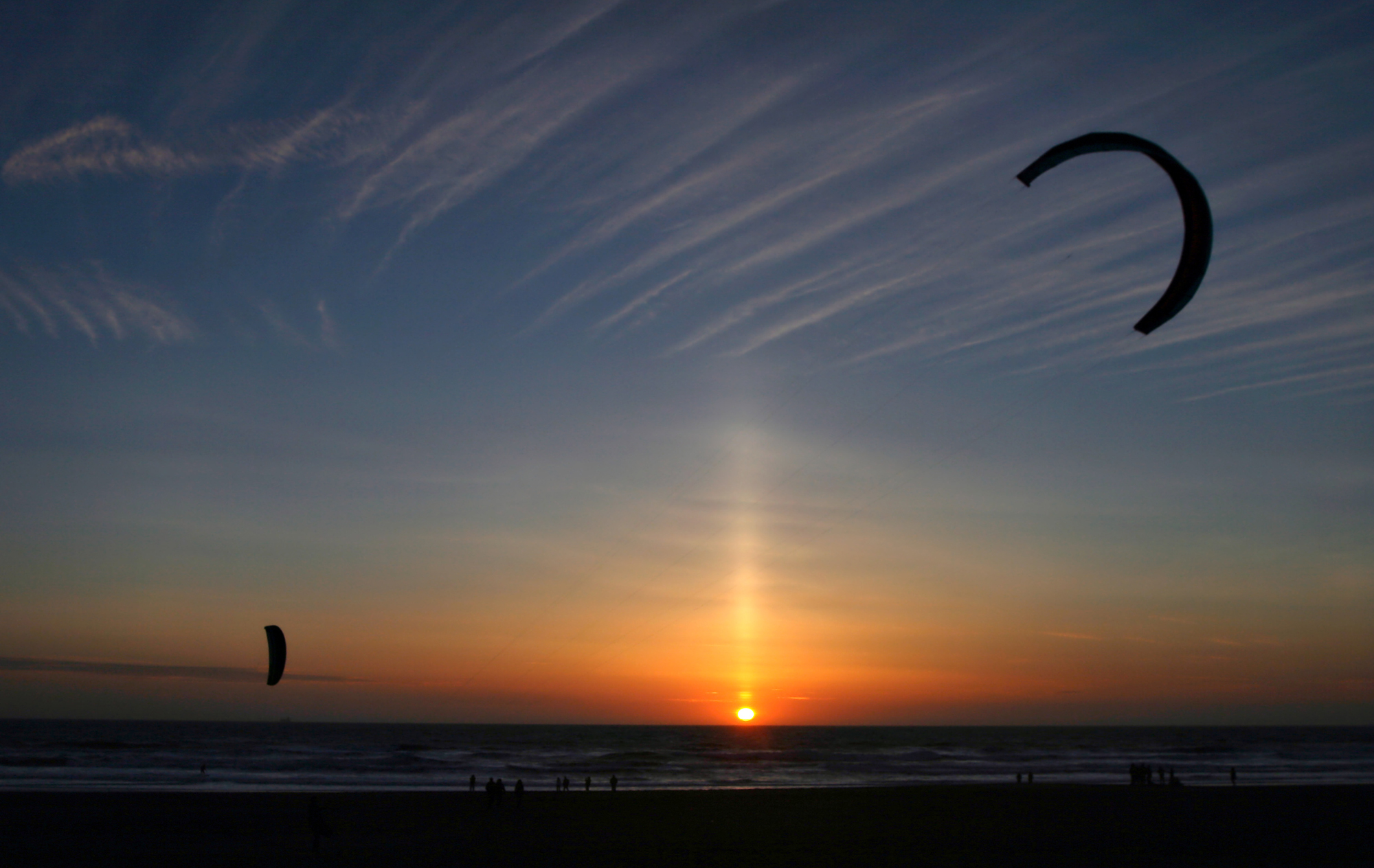
Pilastro di Sole a San Francisco, California.
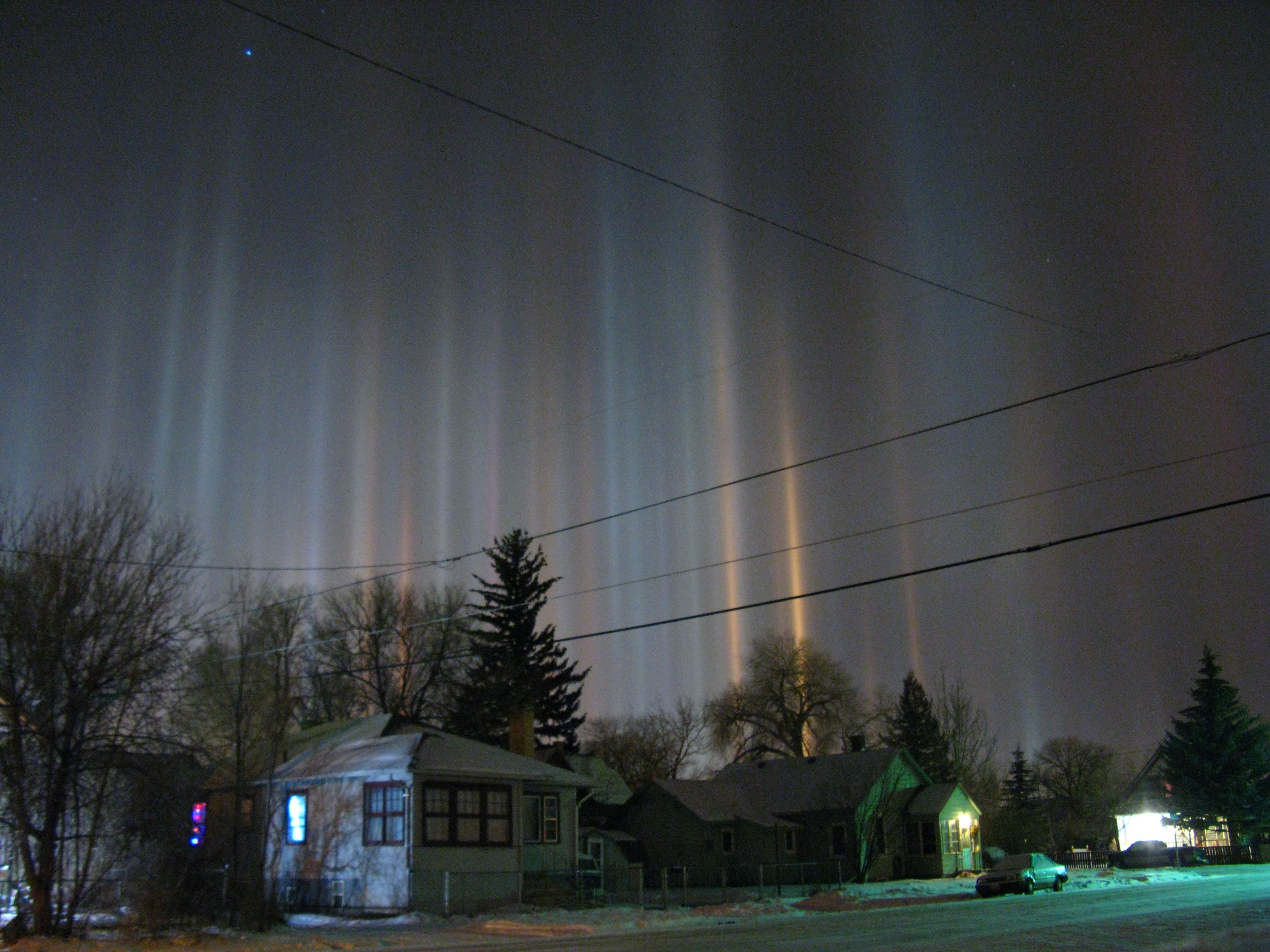
Pilastri di luce in una notte d'inverno a Laramie, Wyoming.
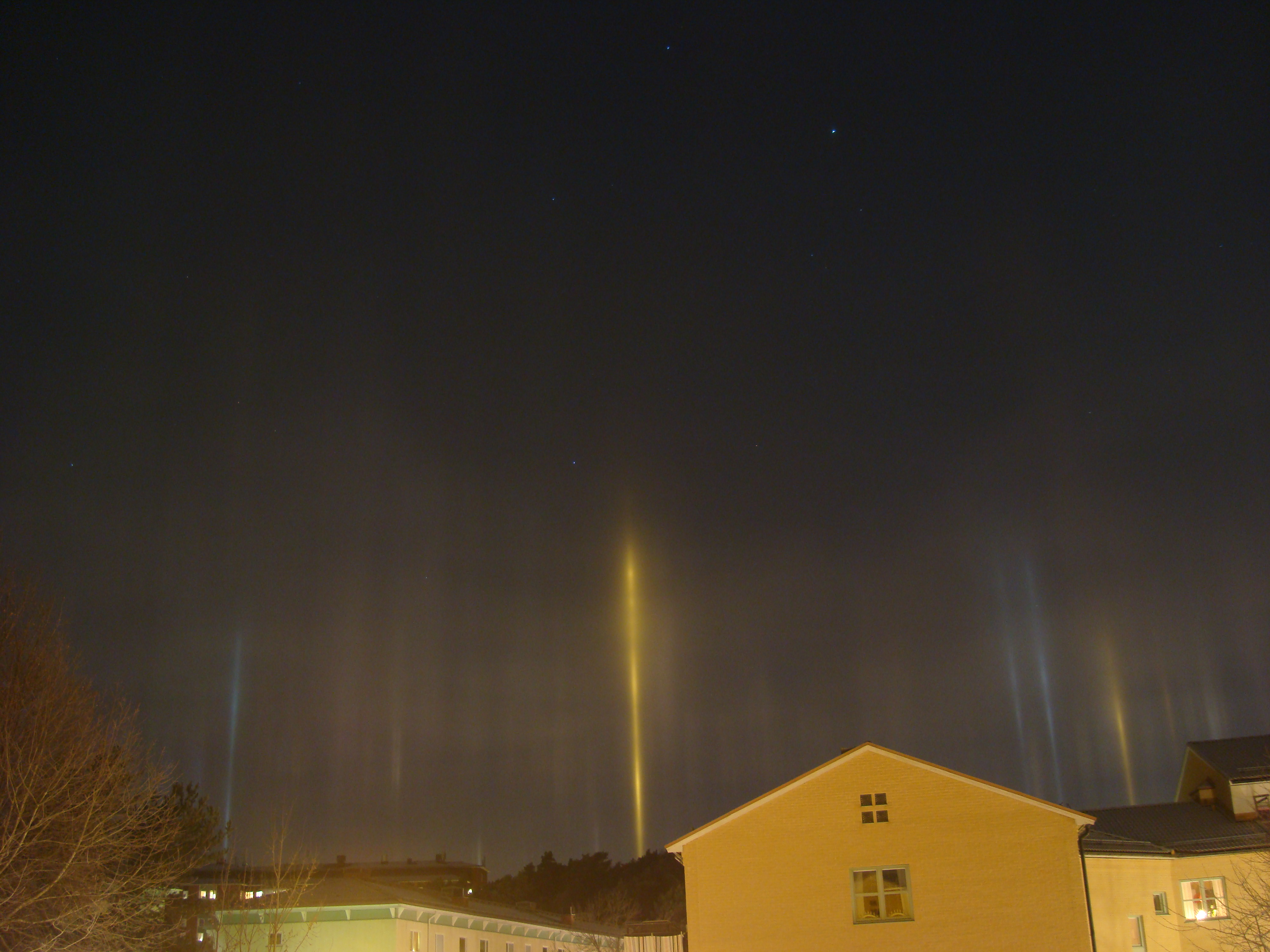
Pilastri di luce durante una fredda notte invernale, del gennaio 2016, a Stoccolma, Svezia.
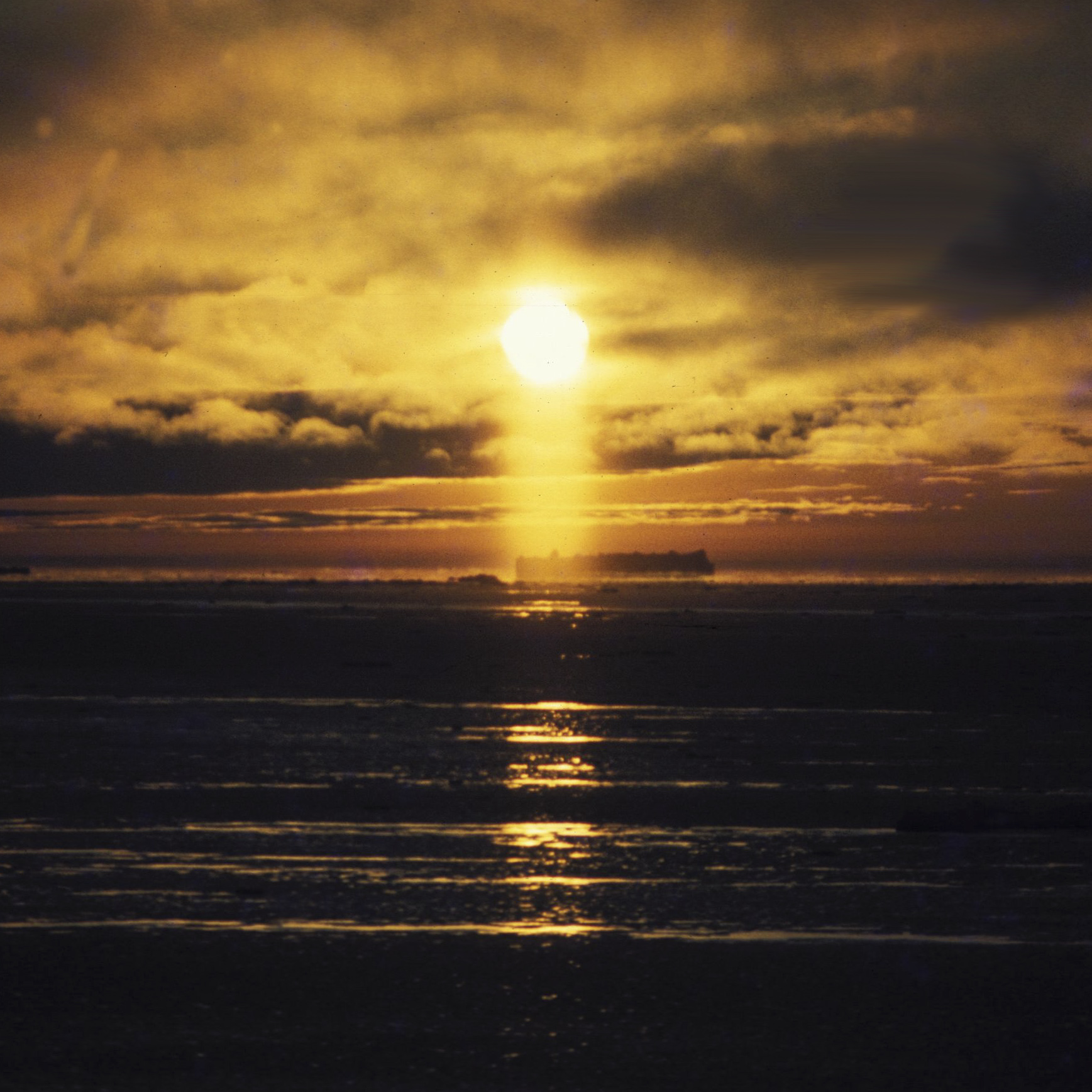
Un pilastro del Sole inferiore in Antartide.
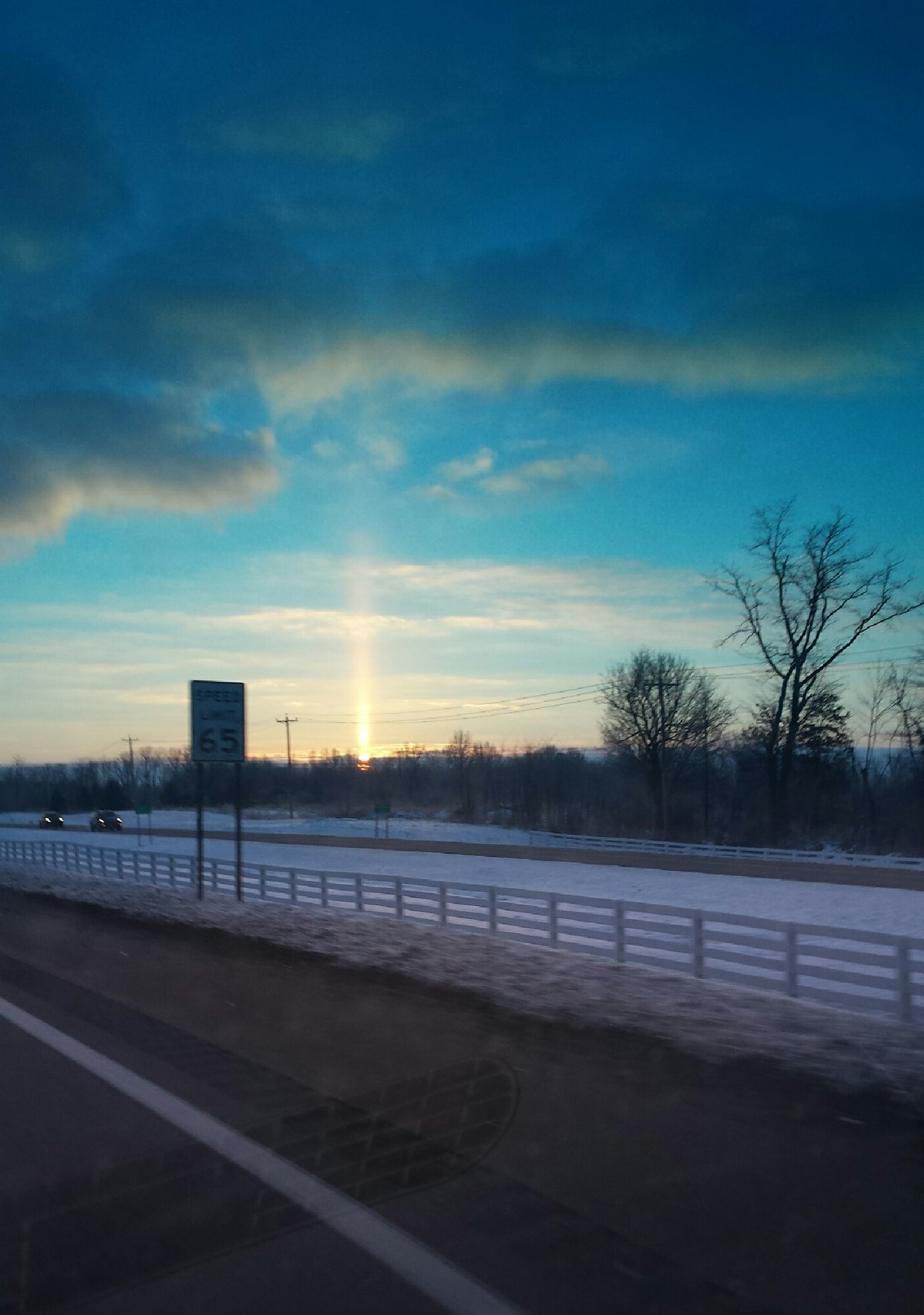
Un pilastro di Sole in Ohio nel gennaio 2015.
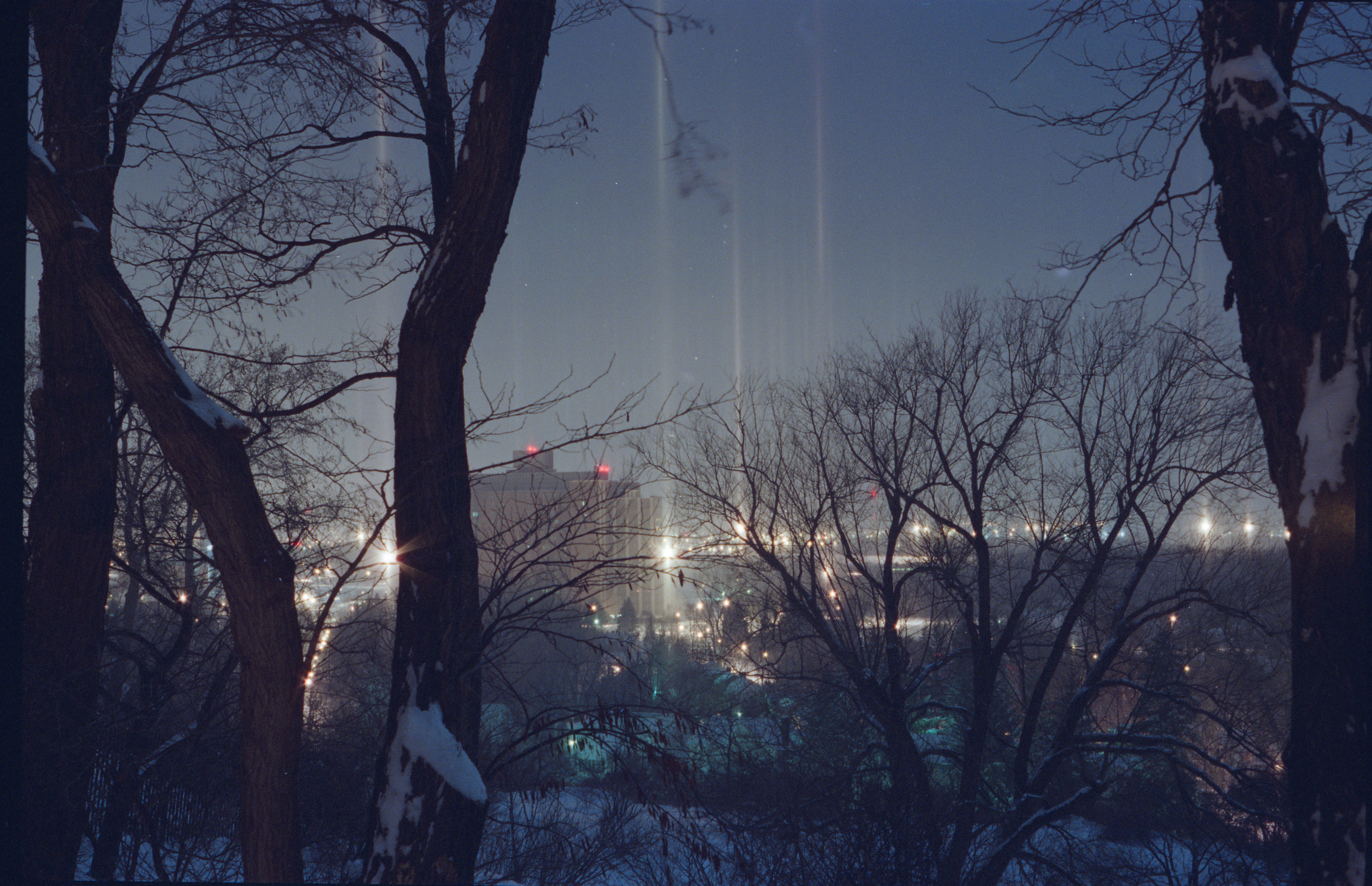
Pilastri di luce a Rochester, New York nelle prime ore del mattino del 27 dicembre 1993.